# Rat der Europäischen Union
Der Rat der Europäischen Union (im Vertragstext Rat, nichtamtlich oft EU-Ministerrat oder Ministerrat), nicht zu verwechseln mit dem Europäischen Rat, ist ein Organ der Europäischen Union. Im politischen System der EU übt er zusammen mit dem Europäischen Parlament die Rechtsetzung der Europäischen Union aus. Da er die Regierungen der EU-Mitgliedstaaten repräsentiert, kann er als die Staatenkammer der EU bezeichnet werden (neben dem Europäischen Parlament als Bürgerkammer).
Der Rat der Europäischen Union verhandelt einige Politikbereiche, in denen das Europäische Parlament weniger Mitsprache hat. Diese intergouvernementalen Bereiche betreffen unter anderem die Gemeinsame Außen- und Sicherheitspolitik. Innerhalb dieses Rahmens arbeiten die Minister im Ministerrat zusammen.
Die Funktionsweise des Rates ist in Art. 16 EU-Vertrag und in Art. 237 ff. AEU-Vertrag geregelt. Er setzt sich aus jeweils einem Vertreter pro Mitgliedstaat zusammen, der ermächtigt sein muss, für seine Regierung verbindliche Entscheidungen zu treffen. Der sogenannte Ministerrat ist zwar insgesamt ein einziges Organ, seine Sitzungen finden aber getrennt nach Politikbereich statt. Man spricht von den Ratsformationen. Zum Beispiel treffen sich in derjenigen Ratsformation, in der es um Landwirtschaftsfragen geht, die nationalen Minister, die in ihrer Regierung das entsprechende Ressort vertreten. Die Vertreter können von ihrer Regierung frei bestimmt werden; wichtige Entscheidungen werden jedoch üblicherweise dann getroffen, wenn die Minister anwesend sind.
Den Vorsitz im Ministerrat hat nicht eine Person, sondern ein Staat. Dieser wechselt jedes halbe Jahr und rotiert unter den Mitgliedstaaten; ein Staat wird also erst wieder Vorsitzender, wenn alle anderen Staaten in der Zwischenzeit an der Reihe gewesen sind. Man sagt auch, der betreffende Staat habe die Ratspräsidentschaft inne. Vorsitzender einer Ratsformation ist dann jeweils derjenige Minister aus diesem Staat. Bei wichtigen Anlässen vertritt auch der jeweilige Regierungschef seinen Staat. Der aktuelle Staat der Ratspräsidentschaft, der vorherige Staat und der künftige Staat arbeiten seit 2007 in einer Triopräsidentschaft zusammen. Dadurch soll es mehr Kontinuität geben.
Der Ministerrat ist nicht zu verwechseln mit dem Europäischen Rat: Dieser besteht aus den Regierungschefs aller Staaten, sofern ein Staat nicht vom Staatsoberhaupt vertreten wird. Hinzu kommen der Kommissionspräsident sowie ein gesondert gewählter Präsident des Europäischen Rates. Der Europäische Rat hat andere Aufgaben als der Ministerrat, ist aber ebenfalls ein Organ, das die Regierungen der Mitgliedstaaten vertritt. Verwechselt werden darf der Ministerrat auch nicht mit dem Europarat, einer europäischen internationalen Organisation mit 46 Mitgliedsstaaten.
Sitz des Ministerrates ist das Europa-Gebäude in Brüssel. In den Monaten April, Juni und Oktober finden die Tagungen allerdings in Luxemburg statt.

## Zusammensetzung

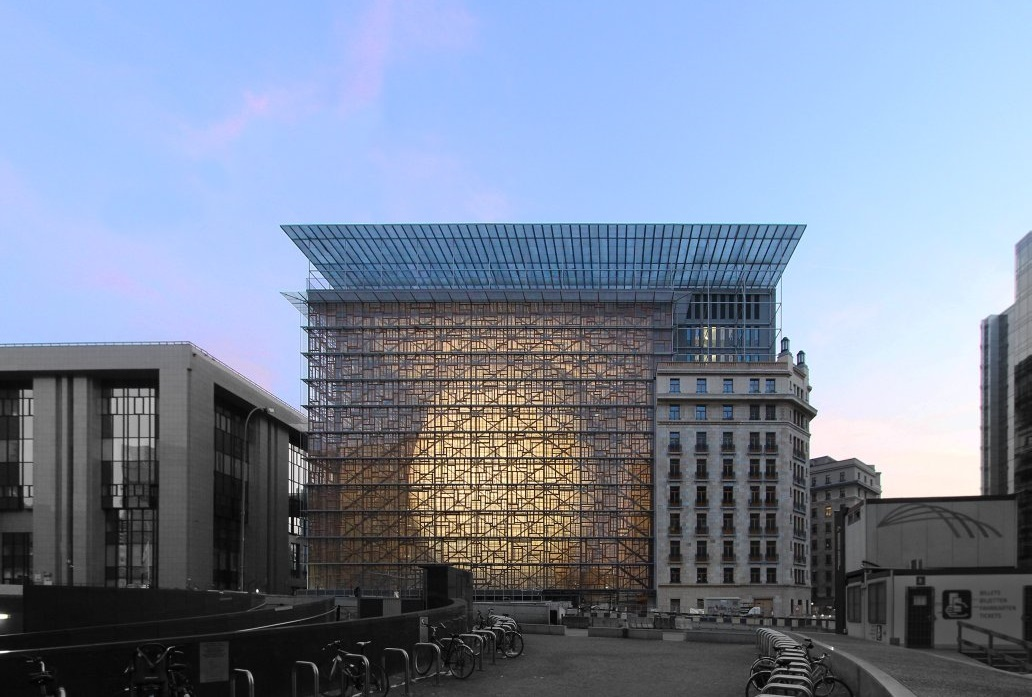
Europagebäude, Sitz des Rates der Europäischen Union in Brüssel

Der Rat ist ein einheitliches Organ, tagt aber aufgrund der unterschiedlichen Politikbereiche in unterschiedlichen Zusammensetzungen – den sogenannten Ratsformationen, bei denen jeweils die Vertreter unterschiedlicher Ressorts zusammentreffen. Jede Formation setzt sich aus je einem Vertreter pro Mitgliedstaat zusammen. Diese Vertreter sind nach Art. 16 EU-Vertrag befugt, für ihre jeweilige Regierung verbindlich zu handeln. Deshalb können föderal verfasste Mitgliedstaaten auch Minister der subnationalen Ebene in die Ratssitzungen entsenden, wenn die Zentralregierung in der betreffenden Frage keine Kompetenzen hat. Dies ist etwa für Belgien öfter der Fall, das in verschiedene Ratsformationen jeweils Minister der Regionen oder Gemeinschaften entsendet.
Bis Juni 2000 tagte der Rat zeitweise in zwanzig verschiedenen Zusammensetzungen. Danach wurde die Zahl zunächst auf sechzehn, im Juni 2002 weiter auf neun reduziert, durch den Vertrag von Lissabon erfolgte 2009 eine Erweiterung auf zehn.
Eine besondere Rolle spielt der Rat für Allgemeine Angelegenheiten, in dem die Außen- oder Europaminister der Mitgliedstaaten vertreten sind. Er koordiniert die Tätigkeiten der anderen Ratsformationen und trifft Entscheidungen, die keiner anderen Ratsformation zuzuordnen sind. Daneben treffen sich die Außenminister auch im Rat für Auswärtige Angelegenheiten, der für die Gemeinsame Außen- und Sicherheitspolitik zuständig ist. Der Auswärtige Rat ist zugleich der einzige, der neben den Vertretern der Mitgliedstaaten noch ein weiteres Mitglied hat, nämlich den Hohen Vertreter der EU für Außen- und Sicherheitspolitik. Dieser führt im Auswärtigen Rat den Vorsitz, hat allerdings bei Entscheidungen kein Stimmrecht.
Im Einzelnen gibt es folgende Ratsformationen:
| Bezeichnung | Abkürzung          | Abkürzung           | Abkürzung            |
| Bezeichnung | dt.                | en.                 | fr.                  |
| --- | ------------------ | ------------------- | -------------------- |
| Rat für Allgemeine Angelegenheiten (seit 1. Dezember 2009 statt Rat für Allgemeine Angelegenheiten und Außenbeziehungen) | RAA                | GAC                 | CAG                  |
| Rat für Auswärtige Angelegenheiten (seit 1. Dezember 2009)                                                               | RAB                | FAC                 | CRE                  |
| Rat für Beschäftigung, Sozialpolitik, Gesundheit und Verbraucherschutz                                                   | BeSoGeKo           | EPSCO               | EPSCO                |
| Rat für Bildung, Jugend, Kultur und Sport                                                                                | BJKS (auch BiJuKu) | EYCS                | EJCS                 |
| Rat für Justiz und Inneres                                                                                               | JI                 | JHA                 | JAI                  |
| Rat für Landwirtschaft und Fischerei                                                                                     | (auch GAP)         | AGRIFISH (auch CAP) | AGRIPECHE (auch PAC) |
| Rat für Umwelt | ENVI               | ENVI                | ENVI                 |
| Rat für Verkehr, Telekommunikation und Energie                                                                           | TTE                | TTE                 | TTE                  |
| Rat für Wettbewerbsfähigkeit                                                                                             | WBF                | COMP                | COMP                 |
| Rat für Wirtschaft und Finanzen                                                                                          | ECOFIN             | ECOFIN              | ECOFIN               |

## Arbeitsweise
Die Ratsformationen treten in der Regel zweimal pro Ratspräsidentschaft, also alle drei Monate, auf Ministerebene zusammen. Der Allgemeine Rat, der Rat für Landwirtschaft und Fischerei und der Rat für Wirtschaft und Finanzen tagen häufiger, teilweise monatlich. Die Tagungen des Rates sind grundsätzlich öffentlich, wenn er als Gesetzgeber tätig wird; Tagungen, bei denen keine Gesetzgebungsentscheidungen getroffen werden, finden jedoch meist nicht-öffentlich statt.
Die Sitzungen des Rates werden zuvor auf unterschiedlichen Ebenen vorbereitet. Die wichtigste Koordinationsinstanz ist der Ausschuss der Ständigen Vertreter (AStV, auch Coreper), in dem sich die ständigen Vertreter der Mitgliedstaaten bei der EU regelmäßig treffen. Er ist aufgeteilt in zwei Gruppierungen: Während die meisten Ratsformationen vom AStV I vorbereitet werden, in dem sich die stellvertretenden Ständigen Vertreter treffen, ist der AStV II, in dem die Ständigen Vertreter selbst zusammenkommen, für die Ratsformationen mit besonders sensiblen Politikbereichen zuständig, nämlich speziell für den Allgemeinen Rat, den Auswärtigen Rat, den Rat für Wirtschaft und Finanzen und den Rat für Justiz und Inneres. Daneben hat der Rat für Landwirtschaft und Fischerei ein eigenes vorbereitendes Komitee, den Sonderausschuss Landwirtschaft (SAL). AStV und SAL bereiten die Tagesordnung der Ratssitzungen vor und machen Entscheidungsvorschläge für die Themen, zu denen zwischen den Mitgliedstaaten Einigkeit besteht.
Die eigentliche inhaltliche Vorbereitung der Ratssitzungen erfolgt durch die Ratsarbeitsgruppen, die sich aus Beamten der Mitgliedstaaten zusammensetzen und jeweils auf bestimmte Politikfelder spezialisiert sind. Für Verwaltungs- und Übersetzungstätigkeiten verfügt der Rat zudem über ein Generalsekretariat mit circa 2.500 Mitarbeitern. Seit 2009 war der Franzose Pierre de Boissieu Generalsekretär, ihm folgte 2011 der Deutsche Uwe Corsepius sowie am 1. Juli 2015 der Däne Jeppe Tranholm-Mikkelsen. Aktuelle Generalsekretärin ist die Französin Thérèse Blanchet. Ihre Amtszeit begann am 1. November 2022 und dauert bis zum 31. Oktober 2027.
Wenn die Minister im Rat über bestimmte Fragen keine Einigung erzielen konnten, können sie die Frage an den Europäischen Rat weiterleiten, in dem sich die Staats- und Regierungschefs der EU-Mitgliedstaaten treffen. Der Europäische Rat kann selbst nicht in die Rechtsetzung der EU eingreifen, sondern nur allgemeine Leitlinien erlassen. Da jedoch innerhalb der nationalen Regierungen die Mitglieder des Rates – also die Minister – den Mitgliedern des Europäischen Rates – also den Regierungschefs – untergeordnet sind, dienen die Kompromisse des Europäischen Rates auch als Richtlinien für die Entscheidungen des Rates.

### Vorsitz
Der Vorsitz im Rat der Europäischen Union (auch als Ratspräsidentschaft bezeichnet) wechselt halbjährlich zwischen den Mitgliedstaaten; die Sitzungen der verschiedenen Ratsformationen, aber auch aller untergeordneten Gremien wie der Ratsarbeitsgruppen, werden jeweils von dem Vertreter des betreffenden Staates geleitet. Eine Ausnahme bildet der Rat für Auswärtige Angelegenheiten, in dem der Hohe Vertreter der EU für Außen- und Sicherheitspolitik den Vorsitz führt.
Seit 2007 wird der Vorsitz im Rat in Form einer sogenannten Triopräsidentschaft jeweils für einen Zeitraum von 18 Monaten von einer Gruppe von jeweils drei Mitgliedstaaten ausgeübt. Dabei nimmt weiterhin jeweils ein Staat für sechs Monate den Vorsitz ein, die drei Staaten präsentieren aber ein gemeinsames Programm und können einander auch beim Vorsitz einzelner Ratssitzungen vertreten.
Am 1. Januar 2007 hat der Rat der Europäischen Union die Reihenfolge für die Wahrnehmung des Vorsitzes im Rat bis 2020 festgelegt. Zuvor waren am 1. Januar 1995 die Vorsitzstaaten bis Mitte 2003 und am 12. Dezember 2005 diejenigen bis Mitte 2018 festgelegt worden, aber durch den Beitritt von Rumänien und Bulgarien war eine Ergänzung der Vorsitzliste um diese beiden Staaten nötig geworden. Am 26. Juli 2016 hat der Rat einen Beschluss verabschiedet, mit dem die Reihenfolge, in der die Mitgliedstaaten den Vorsitz im Rat der EU bis 2030 wahrnehmen, geändert wird.
Nachdem das Vereinigte Königreich mitgeteilt hat, dass es auf den Ratsvorsitz im zweiten Halbjahr 2017 verzichtet, hat der Rat beschlossen, die Ratsvorsitze ab dem 1. Juli 2017 um jeweils sechs Monate vorzuziehen.
| Jahr, Staat (1. Halbjahr, 2. Halbjahr) | Jahr, Staat (1. Halbjahr, 2. Halbjahr) | Jahr, Staat (1. Halbjahr, 2. Halbjahr) | Jahr, Staat (1. Halbjahr, 2. Halbjahr) | Jahr, Staat (1. Halbjahr, 2. Halbjahr) | Jahr, Staat (1. Halbjahr, 2. Halbjahr) |
| -------------------------------------- | -------------------------------------- | -------------------------------------- | -------------------------------------- | -------------------------------------- | -------------------------------------- |
| 2007                                   | Deutschland, Portugal                  | 2008                                   | Slowenien, Frankreich                  | 2009                                   | Tschechien, Schweden                   |
| 2010                                   | Spanien, Belgien                       | 2011                                   | Ungarn, Polen                          | 2012                                   | Dänemark, Republik Zypern              |
| 2013                                   | Irland, Litauen                        | 2014                                   | Griechenland, Italien                  | 2015                                   | Lettland, Luxemburg                    |
| 2016                                   | Niederlande, Slowakei                  | 2017                                   | Malta, Estland                         | 2018                                   | Bulgarien, Österreich                  |
| 2019                                   | Rumänien, Finnland                     | 2020                                   | Kroatien, Deutschland                  | 2021                                   | Portugal, Slowenien                    |
| 2022                                   | Frankreich, Tschechien                 | 2023                                   | Schweden, Spanien                      | 2024                                   | Belgien, Ungarn                        |
| 2025                                   | Polen, Dänemark                        | 2026                                   | Republik Zypern, Irland                | 2027                                   | Litauen, Griechenland                  |

### Abstimmungsverfahren
Abstimmungen im Rat der Europäischen Union erfolgen im Regelfall mit qualifizierter Mehrheit, bei einigen in den Verträgen bestimmten Fällen aber auch mit einfacher Mehrheit oder einstimmig. In reinen Verfahrensfragen beschließt der Rat meist mit einfacher Mehrheit. Bei Fragen der Gemeinsamen Außen- und Sicherheitspolitik und anderen politisch heiklen Angelegenheiten, wie der Steuerpolitik, beschließt der Rat einstimmig (siehe Rechtsetzung der Europäischen Union).
Eine einfache Mehrheit liegt nach Art. 238 Abs. 1 AEUV vor, wenn die Mehrheit der Mitgliedstaaten zustimmt.

#### Qualifizierte Mehrheit
Für das ordentliche Gesetzgebungsverfahren, das in den meisten EU-Politikfeldern gilt, und für viele andere Beschlüsse im Rat ist die qualifizierte Mehrheit notwendig. Nach Art. 16 Abs. 3 EUV ist immer die qualifizierte Mehrheit maßgeblich, wenn die Verträge kein anderes Verfahren vorsehen. Diese wird seit dem Vertrag von Lissabon über das Prinzip einer doppelten Mehrheit definiert (Art. 16 Abs. 4 EUV), die erfordert, dass mindestens 55 % der Mitgliedstaaten zustimmen (das wären aktuell 15), die mindestens 65 % der EU-Bevölkerung repräsentieren. Für eine Sperrminorität sind dabei mindestens vier Ratsmitglieder erforderlich. Stimmen nur drei oder weniger Mitgliedstaaten gegen einen Beschluss, gilt die qualifizierte Mehrheit also auch dann als erreicht, wenn die Staaten, die dafür stimmen, weniger als 65 % der Gesamtbevölkerung ausmachen.
Hinzu kommt die Möglichkeit eines aufschiebenden Vetos durch aktuell drei Mitgliedstaaten nach dem Kompromiss von Ioannina.
Für den Fall, dass der Rat nicht auf Vorschlag der Europäischen Kommission oder des Hohen Vertreters der Europäischen Union für Außen- und Sicherheitspolitik entscheidet, sieht Art. 238 AEUV Sonderregelungen vor.
Um vergleichbare Daten über die Einwohnerzahl der einzelnen Mitgliedstaaten zu haben, findet seit dem Zensus 2011 alle zehn Jahre eine europaweite Volkszählung nach einheitlichen Kriterien statt.

#### Bestimmung der Qualifizierten Mehrheit bis 2017

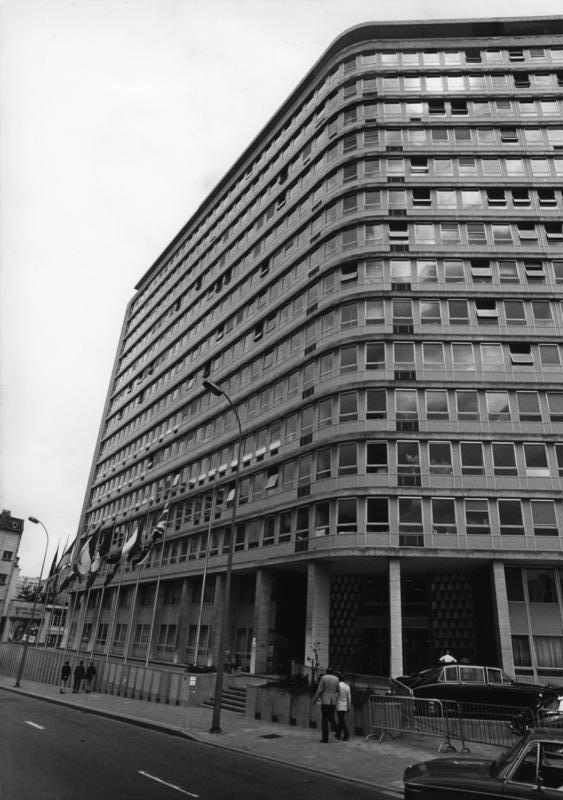
Sitz des EG-Ministerrats in Brüssel (1975)

Das Prinzip der doppelten Mehrheit wurde erst ab dem Jahr 2017 endgültig eingeführt; ab 2014 wurde es angewandt, sofern kein Mitgliedstaat widersprach. Ansonsten galt bis dahin übergangsweise die Definition der qualifizierten Mehrheit, die im Vertrag von Nizza vorgesehen war. Dazu wurde allen Mitgliedstaaten jeweils eine bestimmte Anzahl an Stimmen zugewiesen, die von 3 (Malta) bis 29 (Deutschland, Frankreich, Großbritannien, Italien) reichen. Für die Verabschiedung eines Rechtsakts notwendig waren nach diesem Verfahren
- eine einfache Mehrheit der Mitgliedstaaten
- und eine Mehrheit von 260 der 352 Stimmen
- Auf Antrag eines Mitgliedstaates musste darüber hinaus festgestellt werden, ob die zustimmenden Mitgliedstaaten mindestens 62 % der EU-Bevölkerung umfassen.

Die Stimmengewichtung richtete sich grob nach der Bevölkerungszahl der Mitgliedstaaten, wobei jedoch die kleinen Staaten proportional bevorzugt waren (sogenannte degressive Proportionalität). Allerdings erfolgte die Stimmenverteilung nach keinem klaren Schlüssel. So hatten die vier bevölkerungsreichsten Staaten alle dieselbe Anzahl an Stimmen, obwohl Deutschland deutlich mehr Einwohner hat als die anderen drei. Auch einige der erst 2004 beigetretenen Staaten hatten im Verhältnis zu ihrer Bevölkerungszahl eine eher geringe Anzahl an Stimmen; Spanien und Polen schnitten bei der Stimmengewichtung dagegen recht gut ab.
| Stimmengewichtung EG-10                                  | Stimmengewichtung EG-10 | Stimmengewichtung EG-10 |
| Staat                                                    | Stimmen                 | Stimmenanteil           |
| -------------------------------------------------------- | ----------------------- | ----------------------- |
| BR Deutschland, Frankreich, Großbritannien, Italien      | je 10                   | je 15,9 %               |
| Belgien, Niederlande, Griechenland                       | je 5                    | je 7,9 %                |
| Dänemark, Irland                                         | je 3                    | je 4,8 %                |
| Luxemburg                                                | 2                       | 3,2 %                   |
| Anzahl der Gesamtstimmen                                 | 63                      | 100 %                   |
|                                                          |                         |                         |
| Stimmengewichtung EU-15 vor dem Vertrag von Nizza        |                         |                         |
| Staat                                                    | Stimmen                 | Stimmenanteil           |
| Deutschland, Frankreich, Großbritannien, Italien         | je 10                   | je 11,5 %               |
| Spanien                                                  | 8                       | 9,2 %                   |
| Belgien, Griechenland, Niederlande, Portugal             | je 5                    | je 5,7 %                |
| Österreich, Schweden                                     | je 4                    | je 4,6 %                |
| Dänemark, Finnland, Irland                               | je 3                    | je 3,4 %                |
| Luxemburg                                                | 2                       | 2,3 %                   |
| Anzahl der Gesamtstimmen                                 | 87                      | 100 %                   |
|                                                          |                         |                         |
| Stimmengewichtung EU-27                                  |                         |                         |
| Staat                                                    | Stimmen                 | Stimmenanteil           |
| Deutschland, Frankreich, Großbritannien, Italien         | je 29                   | je 8,4 %                |
| Polen, Spanien                                           | je 27                   | je 7,8 %                |
| Rumänien                                                 | 14                      | 4,1 %                   |
| Niederlande                                              | 13                      | 3,8 %                   |
| Belgien, Griechenland, Portugal, Tschechien, Ungarn      | je 12                   | je 3,5 %                |
| Bulgarien, Österreich, Schweden                          | je 10                   | je 2,9 %                |
| Dänemark, Finnland, Irland, Litauen, Slowakei            | je 7                    | je 2,0 %                |
| Estland, Lettland, Luxemburg, Slowenien, Republik Zypern | je 4                    | je 1,2 %                |
| Malta                                                    | 3                       | 0,9 %                   |
| Anzahl der Gesamtstimmen                                 | 345                     | 100 %                   |
|                                                          |                         |                         |
| Stimmengewichtung EU-28 (1. Juli 2013 bis 2017)          |                         |                         |
| Staat                                                    | Stimmen                 | Stimmenanteil           |
| Deutschland, Frankreich, Großbritannien, Italien         | je 29                   | je 8,2 %                |
| Polen, Spanien                                           | je 27                   | je 7,7 %                |
| Rumänien                                                 | 14                      | 4,0 %                   |
| Niederlande                                              | 13                      | 3,7 %                   |
| Belgien, Griechenland, Portugal, Tschechien, Ungarn      | je 12                   | je 3,4 %                |
| Bulgarien, Österreich, Schweden                          | je 10                   | je 2,8 %                |
| Dänemark, Finnland, Kroatien, Irland, Litauen, Slowakei  | je 7                    | je 2,0 %                |
| Estland, Lettland, Luxemburg, Slowenien, Republik Zypern | je 4                    | je 1,1 %                |
| Malta                                                    | 3                       | 0,9 %                   |
| Anzahl der Gesamtstimmen                                 | 352                     | 100 %                   |

## Kritik
Der Rat nimmt an der Legislative teil, also der Gesetzgebung. Seine Mitglieder sind jedoch Teil der nationalen Regierungen, also der Exekutive. So gilt er als ein typischer Fall von Exekutivföderalismus. Kritiker sehen darin einen Widerspruch zum Prinzip der Gewaltenteilung und einen Grund für das wahrgenommene Demokratiedefizit der EU. Dabei wird häufig das sogenannte Spiel über die Bande kritisiert, bei dem Regierungen Gesetzesvorschläge, für die es auf nationaler Ebene keine Parlamentsmehrheit gibt, über den Umweg der europäischen Gesetzgebung durchzusetzen versuchen. Im ordentlichen Gesetzgebungsverfahren, das für die meisten EU-Politikbereiche gilt, muss allerdings neben dem Rat auch das direkt gewählte Europäische Parlament einem Gesetzgebungsakt zustimmen, damit dieser in Kraft treten kann. Zudem ist Gewaltenteilung auch in den Mitgliedstaaten oft nicht von strikter Teilung, sondern Verschränkung geprägt. Beispielsweise darf in Deutschland nicht nur der Bundestag oder der Bundesrat, sondern auch die Bundesregierung ein Gesetz vorschlagen.
Ein weiterer Vorwurf an den Rat war seine mangelnde Transparenz. Bis zum Vertrag von Lissabon (2007) waren die Ratssitzungen grundsätzlich nichtöffentlich. Dadurch konnte die Öffentlichkeit nicht nachvollziehen, wie eine bestimmte Regierung in einer Frage abgestimmt hatte. Seit Inkrafttreten des Vertrags sind die Tagungen grundsätzlich öffentlich, wenn der Rat als Gesetzgeber tätig wird. Tagungen, bei denen keine Gesetzgebungsentscheidungen getroffen werden – also etwa vorbereitende Sitzungen oder auch die Treffen des Rates für auswärtige Angelegenheiten – finden weiterhin nichtöffentlich statt.
LobbyControl stellte in einer Studie vom April 2019 fest, dass die Positionen, die ein EU-Mitgliedstaat im Rat vertrete, nur selten öffentlich bekannt würden. Lobbyisten der Industrien könnten auf nationaler Ebene Einfluss auf Politiker und so im Hintergrund auch auf die Entscheidungen des Rates nehmen.